# Adam de Feypo
Adam de Feypo (* um 1155; † unklar) war ein Gefolgsmann des anglo-normannischen Adeligen Hugh de Lacy (Lord of Meath), von welchem er 1173 die Ländereien von Skryne und Santry erhielt und somit den Titel 'Baron of Skryne' erhielt. Skryne ist eine abweichende Schreibweise von Skreen. Er war der erste seiner Familie, der diesen Titel innehatte.
Die erhaltenen Ländereien unterteilte er in kleinere Güter, eines davon mit dem Namen Athlumney, welches strategisch günstig gelegen den Fluss und späteren Schauplatz der 1690 dortigen Schlacht am Boyne überblickte. 1194 wurde es von einem seiner Verwandten, Amauri de Feipo 'the Big' übernommen.